# Reggie Williams
Reggie Williams (Prince George, Virginia, 14. rujna 1986.) američki je profesionalni košarkaš. Igra na poziciji bek šutera, a trenutačno je član NBA momčadi Golden State Warriorsa. Prijavio se na NBA draft 2008., ali nije bio izabran od nijedne momčadi.

## Sveučilište
Pohađao je sveučilište Virginia Military Institute te je dvije uzastopne sezone bio najbolji strijelac NCAA prvenstva. U travnju 2007. Williams se, nakon završetka treće godine sveučilišta, odlučio prijaviti na NBA draft 2008., ali bez većeg uspjeha jer nije bio izabran od nijedne momčadi. Stoga se vratio na sveučilište i svoju sveučilišnu karijeru završio kao najbolji strijelac NCAA Divizije I s 2,526 postignutih poena.

## Profesionalna karijera
Nakon završetka sveučilišta, Williams je potpisao za francuski Dijon. Nakon jedne sezone u dresu Dijona, Williams je nastupao u razvojnoj ligi za momčad Sioux Falls Skyforcea te je prosječno postizao 26 poena i 5.7 skokova po utakmici. 2. ožujka 2010. Williams je potpisao desetodnevni ugovor s Golden State Warriorsima, a deset dana kasnije Warriorsi su produžili ugovor s Williamsom za još deset dana. 22. ožujka 2010. Williams je potpisao ugovor s Golden State Warriorsima do kraja sezone 2009./10.

## Vanjske poveznice
- Profil na NBA.com
- Profil na Basketball-Reference.com